# Sociedad de Artes de KwaZulu Natal
La Sociedad de Artes de KwaZulu Natal (KZNSA) inaugurado en 1902, es una galería de arte y centro de arte sin fines de lucro en Durban, Sudáfrica.

## Historia
La Sociedad de Artes de KwaZulu Natal, es uno de los primeros centros de arte en Durban, fue fundada en 1902 en Glenwood, Durban, como una organización de beneficio público sin fines de lucro con estatus 18A. Inicialmente establecido como una oportunidad para que los artistas de la provincia  mostraran y discutieran sus obras, experimentó un gran crecimiento y transformaciones hasta que se estableció en su nueva sede en 1996. Los componentes clave de la organización son las exposiciones en galerías, los conciertos y los programas de educación pública, seminarios y conferencias especializadas. Vinculado a una extensa red de instituciones nacionales, promueve el intercambio cultural con la creencia en la inclusión.

#### Exposiciones
La Galería KZNSA ha mostrado exposiciones de artistas como Thando Mama (2005), Markus Wörsdörfer, (2018), William Kentridge, Theaster Gates, Cameron Platter, Jeremy Wafer, Tom Cullberg, Penny Siopis, Callan Grecia, Derrick Nxumalo, y el joven artista y diseñador de moda Gumede en 2023.La galería participa en Connect03 de Go Durban.En 2024 muestran la exposición “Reflejos de Apolo” del colectivo de arte Apolo Queer Art con obras de Franco Zucchella, Quinton Lehnert, Daniel Garbade, Peter Garrard, Michael Biello, José Gómez y Raúl Moya-Mula, así como la exposición de la Galería Rust-en-Vrede: Premio Retratos 2024 con más de 40 obras de pintores sudafricanos.

#### Film Festivals
Albergan varios festivales de cine, como el Diff Short Films (2018) y el segundo Festival Internacional de Cine, Durban en 2023.

#### Conciertos
La Sociedad de Artes de KwaZulu Natal ofrece diversas actuaciones musicales con conciertos en vivo como de Raheem Kemet, Lungelo Manzi, Zoe The Seed, Madala Kunene, Kerolin Govender y Zawadi Yamungu.

## Edificio
Construido en un terreno trapezoidal situado entre dos calles y una villa eduardiana, el edificio es el resultado de un concurso público. Construido en 1996 por los arquitectos Cindy Walters y Micháel Cohen se ubica en un área de unos 1000 m2, apartado de la villa principal y mirando a un jardín intermedio con asientos bajo el cielo entre acacias autóctonas une los dos caminos, permitiendo el acceso desde ambos al entresuelo. El complejo incluye tres salas de arte contemporáneo y una tienda de productos hechos a mano y arte de la provincia y de artistas y culturas de otros países africanos.